# 乾杯!トークそんぐ
『乾杯!トークそんぐ』（かんぱい トークそんぐ）は、毎日放送（MBSテレビ）制作の歌謡番組。1989年7月6日から2000年12月21日まで、554回にわたって放送された。MBSが加盟するTBS系列の一部の局でも遅れネット形式で放送した時期があったほか、2018年1月7日から4月1日までは、BS12トゥエルビで毎週日曜日の21:00 - 21:55に再放送を実施していた。

## 概要
「カラオケのステージが備わった寿司屋に、演歌歌手がぶらりと立ち寄って酒を酌み交わす」という設定で深夜に放送。野村啓司（出演期間中は毎日放送アナウンサー）が一貫して司会を務めたほか、女性の演歌歌手から1名が、「ママ」という役割で進行に加わっていた。初代の「ママ」は西川峰子（現在の仁支川峰子）であったが、1993年4月以降の放送分では中村美律子が「ママ」役を引き継いでいた。
1990年の途中までは大阪府吹田市の毎日放送千里丘放送センター（現存せず）で収録していたが、毎日放送の本社が同年9月1日に現在の社屋（大阪市北区茶屋町）へ移転してからは、この社屋内のスタジオを収録に使っていた。いずれのスタジオにも、前述した設定を踏まえて、寿司屋のカウンター風のセットとカラオケスタジオ風のステージを設置。カウンター風のセットでは、北新地（大阪市北区）の寿司屋から呼び寄せた料理人が、自ら持ち込んだ食材を収録中に調理していた。このセットは野村と「ママ」が座る席の背後に設けられていて、料理人と正対するカウンター席には、「お客様」に扮した数名の女性をテレビカメラに背を向ける格好で座らせていた。また、前番組『春蝶・朝丸（ざこば）のおこしやす!』に続いて白鶴酒造がスポンサーに付いていた関係で、ステージには清酒「白鶴」の酒樽をセットで配置。料理人が調理した料理は、「白鶴」と共に「お客様」と「ゲスト」（演歌・歌謡曲系の歌手）へ振る舞われていた。
「ゲスト」がバンドの生演奏に合わせて、自身はもとより別の歌手の持ち歌もステージで披露することが多く、初回の放送では村田英雄が三波春夫の曲を歌っていた。その一方で、ハガキによる視聴者からの投稿コーナーとして、「思い出に乾杯」を番組の後半に編成。視聴者から寄せられた思い出の楽曲のリクエストハガキから、毎回1通のハガキに綴られたエピソードを野村が情感たっぷりに代読したうえで、リクエスト曲をゲストの歌手に歌わせていた。野村が紹介するエピソードは往々にして深刻で、野村の代読に感極まった「ゲスト」がリクエスト曲を涙ながらに歌うことや、思わず声を詰まらせてしまうことも珍しくなかった。また、1997年10月以降しばらく続いた85分番組時代にはオーディションを勝ち抜いた一般参加者たちが持ち歌を披露する「歌いたがり屋さん」のコーナーを設けていた。このコーナーの出場者は、歌い終えた後に作詞家や作曲家などのゲスト勢から歌の批評を受けていた。
毎日放送では12年5か月にわたって当番組のレギュラー放送を続けたものの、2000年12月21日放送分で終了した。ただし、2004年と2007年には番組タイトルを冠したステージイベントを近畿地方で開催していて、いずれも後日にダイジェスト番組を放送している。
なお、中村が「ママ」を務めた1993年の放送分については、2018年1月9日から同年4月1日までBS12トゥエルビで毎週日曜日に再放送を実施した。毎日放送でも、2023年2月13日未明（12日深夜）の『発掘!アーカイブ探検隊』で、公私ともに仲の良い吉幾三と山本譲二が揃って「ゲスト」で出演した回から「西川ママ」時代の放送回（吉が初めて出演した1992年9月17日放送分）と「中村ママ」時代の放送回（1995年8月31日）を関西ローカル向けに再放送。改めて放送されたのは「思い出に乾杯」と（別のパートにおける）吉・山本・中村の歌唱シーンで、再放送の合間に挿入されたトークパートには、上泉雄一（1992年に毎日放送へ入社していたアナウンサーでかつての野村の部下）と中村を登場させていた。

## 出演者

### 司会
- 野村啓司（出演の時点では毎日放送アナウンサー）

### レギュラー
- 猪俣公章（1989年 - 1992年）
- 荒木とよひさ（1993年- ）
- 西川峰子（初代ママ役：1989年 - 1993年3月）
- 中村美律子（2代目ママ役：1993年4月 - ）

## スタッフ
- 構成 - 桜井ひろし
- 演出 - 浜本忠義（JAPS）
- プロデューサー - 林貴源（誠一、JAPS）、池田治郎（MBS）、今野秀隆（MBS、元アナウンサー）
- 制作 - ジャパンオールプロデュースシステム（JAPS）、スタッフ21
- 製作著作 - 毎日放送

## 放送局
| 放送対象地域   | 放送局                           | 系列           | 放送日時 | 備考   |
| -------------- | -------------------------------- | -------------- | --- | ------ |
| 近畿広域圏     | 毎日放送                         | TBS系列        | 木曜 23:50 - 25:15 （1989年7月 - 1992年9月） 木曜 23:50 - 24:50 （1992年10月 - 1997年9月） 木曜 23:55 - 25:20 （1997年10月 - 不明） 木曜 23:55 - 24:55 （不明 - 2000年12月） | 製作局 |
| 宮城県         | 東北放送                         | TBS系列        | 日曜 24:55 - 25:55 （2000年頃） |        |
| 新潟県         | 新潟放送                         | TBS系列        | 金曜 24:45 - 25:45 （期間不明） |        |
| 岡山県・香川県 | 山陽放送                         | TBS系列        | 木曜 24:55 - 26:25 （1997年頃） 月曜 24:35 - 26:05 （1998年頃） 月曜 24:55 - 25:55 （1999年頃）                                                                              |        |
| 日本全国       | スペース・ビジョン・ネットワーク | CSチャンネル   | 不明 |        |
| 日本全国       | BS12 トゥエルビ                  | BSデジタル放送 | 日曜 21:00 - 21:55（2018年1月7日 - 4月1日） |        |

## エピソード
- 2代目ママ役を務めた中村美律子はこの番組について、「NHK紅白歌合戦に初めて出た直後に声を掛けてもらい、嬉しかった。最初は番組で何を話したか覚えていないほど緊張した」と語った。
- 坂本冬美は通算27回出演している。坂本はこの番組について、「ほっとする番組というより、お店。演歌番組が少ない中貴重な存在です。毎回楽しみに出ています」と語った。
- 歴代最多出場は小林幸子の38回。
- 番組スタート時からのレギュラーだった猪俣公章が逝去した際には、彼の追悼特集を放送した。後任として荒木とよひさなどが出演した。
- 曲が始まる時のナレーションについて当初は構成作家や作詞家が決めた台詞を読んでいたが、回を追う毎に野村アナ本人が台詞を決めて読むようになった。（ラジオ『ノムラでノムラだ♪ EXトラ!』より）
- 白鶴酒造の提供で「寿司屋のセットでプロの歌手が酒を酌み交わしながら歌う」という設定が為されていたため、お酒の飲める出演者には、同社から本物のお酒を収録に提供。収録中は出演者の喫煙も容認されていて、出演者が煙草を吹かしながらトークに興じるシーンも実際に放送されている。
- 読売テレビの番組『たかじんnoばぁ〜』もこの番組と同じようなカラオケ企画を実施していた。『たかじんnoばぁ〜』も同様にスタジオにカラオケセットを設けていて、出演者たちがカラオケで盛り上がると時折「これは乾杯!トークそんぐではありません」と書かれたテロップを表示していた。